# Rhinotyphlops
Genre
Synonymes
- Laidlawtyphlops Hoser, 2012

Rhinotyphlops est un genre de serpents de la famille des Typhlopidae. 

## Répartition
Les 7 espèces de ce genre se rencontrent en Afrique de l'Est et en Afrique australe.

## Liste d'espèces
Selon The Reptile Database (28 mars 2020) :
- Rhinotyphlops ataeniatus (Boulenger, 1912)
- Rhinotyphlops boylei (Fitzsimons, 1932)
- Rhinotyphlops lalandei (Schlegel, 1839)
- Rhinotyphlops leucocephalus (Parker, 1930)
- Rhinotyphlops schinzi (Boettger, 1887)
- Rhinotyphlops scortecci (Gans & Laurent, 1965)
- Rhinotyphlops unitaeniatus (Peters, 1878)

## Taxinomie
De nombreuses espèces ont été déplacées dans le genre Letheobia.

## Synonymie
Le genre Rhinotyphlops Peters 1857 nec Fitzinger, 1843 est un synonyme de Liotyphlops Peters, 1881.

## Publication originale
- Fitzinger, 1843 : Systema Reptilium, fasciculus primus, Amblyglossae. Braumüller et Seidel, Wien, p. 1-106. (texte intégral).